# Ksenofobija
Ksenofobíja označuje strah pred tujci in vsem, kar je tuje. Strah pred izključno tujci se imenuje mizoksenija in je podpomenski pojem ksenofobiji.
Gre za vrsto fobije, pri kateri se kaže pretiran strah pred tujci. Beseda ksenofobija izhaja iz grščine - »xenos« pomeni tujec, »phobos« pa pomeni strah. Pojem ksenofobija se največkrat uporablja za opisovanje strahu in nenaklonjenosti do tujcev, ali v splošnem, za ljudi drugačne od samega sebe. Beseda »tuj« danes označuje nekaj nenavadnega, močno drugačnega od tistega, na kar smo navajeni. Ima enak pomen kot beseda »čuden«.
Tako kot pri drugih vrstah fobij, se tudi ksenofobičen človek - ksenofob, zaveda strahu pred tujci. To dokazljivo loči ksenofobijo od rasizma ter predsodka. Kljub temu pa je ksenofobija v razlčnih kontekstih velikokrat zamenjana z rasizmom ali homofobijo. Ksenofobija se namreč razlikuje od rasizma v smislu da so ksenofobi neselektivni glede tujcev, z razliko od rasistov ki ne sprejemajo le ljudi določenih kultur, ras, ljudi temne polti itd. Ksenofob je torej človek ki je pretirano plah ali celo zaničevalen do tujcev, neznancev.
Ksenofobija ni fobija v smislu, da bo imel ksenofob napad panike ob srečanju s tujcem, ampak da bo v situaciji srečanja v njemu vzbujen občutek strahu in nelagodja.
Gre za specifično vrsto fobije kot je tudi na primer strah pred temo, strah pred zaprtimi prostori itd. Specifične vrste fobije se pojavijo pri človeku v zgodjih letih življenja, toda se s staranjem velikokrat odpravijo. V večini kultur se pojavlja ksenofobičnost, ker ljudje v veliki večini raje delajo z ljudmi s katerimi imajo veliko skupnih stvari in se ob njih počutijo bolj »domače«. Zdi se jim namreč odvratno da bi zaupali tujcem.
Ksenofobija je bila analizirana s strani številnih raziskovalcev s področja sociologije in biologije. Nekateri od teh vidijo ksenofobijo kot naraven biološki odziv na razvijajoč človeški organizem, ki se pojavi ob tekmovanju znotraj neke družbene skupine.
Obstajata dve glavni obliki te fobije:
- Prva oblika predstavlja skupino ljudi, ki se po nekih kriterijih šteje za izločeno. Ta skupina zajema ljudi, ki so se nedavno priselili, torej imigrante, ali pa gre za skupino ljudi, ki so del neke družbe že več stoletij. Takšna oblika ksenofobije lahko povzroči nasilno reakcijo, v najhujšem primeru genocid. Šovinizem je agresivna oblika nacionalizma, ki prikazuje ksenofobijo.
- Druga oblika ksenofobije pa je primarno kulturna. Objekti fobije, katere razumemo kot tuje, so kulturni elementi. Vse kulture so podvržene stranskim učinkom, le kulturna ksenofobija je zelo usmerjena, na primer proti prevzetim besedam ali izposojenkam. Ta oblika ksenofobije redko izziva nasilje med ljudmi, lahko pa povzroči politične kampanje za kulturen in čist jezik. Izolacionizem, težnja po omejitvi zunajpolitične dejavnosti, je ena izmed oblik ksenofobije.